# Aéroport de Makurdi

L'aéroport de Makurdi (code IATA : MDI • code OACI : DNBK) est un aéroport desservant Makurdi, la capitale et la ville la plus peuplée de l'État de Bénué, au Nigéria. 
En mars 2023, aucun vol régulier ne dessert l'aéroport. 

## Situation
| Uyo Katsina Owerri Asaba Kaduna Maiduguri Port · Harcourt Int. P. Harcourt · Ville Kano Lagos Abuja Sokoto Enugu Akure Bauchi Benin Dutse Ibadan Ilorin Jalingo Makurdi Calabar Warri Jos Yola |

## Compagnies et destinations
Édité le 17/03/2023